# 벨리 마우르
벨리 마우르(웨일스어: Beli Mawr→위대한 벨리)는 중세 웨일스 문학과 족보에서 발견되는 조상신이다. 그는 카스왈라운, 아르얀로드, 를루드 를라우 에라인트, 를레펠리스, 아팔라흐의 아버지이다. 일부 중세 족보들에서는 벨리가 동정녀 마리아의 사촌인 안나의 남편이라고 기록되어 있다. 어떤 기록에서는 그의 아내가 돈 여신이라고도 한다. 〈브리튼의 삼인조〉에 따르면 아르얀로드의 부모가 벨리와 돈임은 확실하지만, 벨리의 나머지 자식들의 어머니와 돈의 나머지 자식들의 아버지가 누군지 명시된 문헌은 없다.
| 전임 디구엘리우스 | 제73대 브리튼인의 왕 기원전 1세기 | 후임 흘루드 맙 벨리 마우르 |